# Nāḩiyat Jayrūd
Nāḩiyat Jayrūd (arabiska: ناحية جيرود) är ett subdistrikt i Syrien.   Det ligger i provinsen Rif Dimashq, i den sydvästra delen av landet, 70 km nordost om huvudstaden Damaskus.
Trakten runt Nāḩiyat Jayrūd är ofruktbar med lite eller ingen växtlighet. Runt Nāḩiyat Jayrūd är det ganska tätbefolkat, med 75 invånare per kvadratkilometer.